# D'Moi Hodge
D'Moi Hodge (Tórtola; 20 de diciembre de 1998) es un baloncestista británico de Islas Vírgenes Británicas que pertenece a la plantilla de los Rip City Remix de la G League. Con 1,91 metros de estatura, juega en la posición de escolta.

## Trayectoria deportiva

### Universidad
Hodge comenzó su carrera de baloncesto universitario en New Mexico Junior College (2017-18), pero eligió pasar el año en blanco y nunca jugó un partido para la universidad, siendo transferido al State College of Florida para la temporada 2018-19. Durante sus dos temporadas en las filas de la universidad promedió 22,3 puntos por partido. Recibió numerosos honores, incluido el nombramiento para el equipo FCSAA All-State y NJCAA All-Region VIII.
Fue transferido entonces a los Vikings de la Universidad Estatal de Cleveland, en las que promedió 13,2 puntos, 3,4 rebotes y 1,5 asistencias por partido. en su segunda temporada fue elegido mejor jugador defensivo de la Horizon League, siendo además incluido en los mejores quintetos absoluto y defensivo de la conferencia.
Después de dos temporadas en Cleveland State, fue transferido a la Universidad de Misuri para su temporada de posgrado, en la que promedió 14,7 puntos y 3,9 rebotes por partido.

### Profesional
Tras no ser elegido en el Draft de la NBA de 2023, el 3 de julio firmó contrato dual con Los Angeles Lakers de la NBA y su filial de la G League, los South Bay Lakers. Fue despedido el 6 de enero de 2024, junto a Alex Fudge.
El 17 de enero de 2024, Hodge fue traspasado a Rip City Remix a cambio de una selección de primera ronda del draft de 2025.